# Neon Nights
Neon Nights es el cuarto álbum de estudio de la cantante Australiana de dance-pop Dannii Minogue. Fue lanzado por London Records en marzo de 2003 y fue producida principalmente por Ian Masterson, Korpi y Blackcell, Neimo y Ronald Terry. Fue reeditado en noviembre de 2007 con un disco extra de remixes y obras de arte diferente.
sencillos de Neon Nights 
1."Who Do You Love Now?" Publicado: 19 de noviembre de 2001.
2."Put The Needle On It" Publicado: 4 de noviembre de 2002.
3."I Begin To Wonder" Publicado: 3 de marzo de 2003.
4."Don't Wanna Lose This Feeling" Publicado: 9 de junio de 2003

## Historia del álbum
Recibió críticas muy buenas, diciendo que había muy buena mezcla de pop y dance, y algunos de los cuales se sentía como si fuera un sonido retro de la década de 1980 y que era demasiado anticuado. Es su primer álbum de estudio desde Girl.
Fue su disco más exitoso, llegó a número 8 en Reino Unido y fue certificado de oro. En Australia el álbum fue menos exitoso, y alcanzó el número veinticinco en las listas de álbumes, aunque fue nominado como "Mejor Pop" en el 2003 ARIA Music Awards. No tuvo tanto éxito el Álbumes en Japón que apareció el cuadro en el # 134.

## Lista de canciones
1. Put the Needle on It
2. Creep
3. I Begin to Wonder
4. Hey! (So What)
5. For The Record
6. Mighty Fine
7. On The Loop
8. Push
9. Mystified
10. Don't Wanna Lose This Feeling
11. Vibe On
12. A Piece Of Time
13. Who Do You Love Now? (Con Riva)
14. It Won't Work Out"/"Come And Get It (Sebastian Krieg Remix)

### Pistas adicionales
Todos los bonus tracks aparecen en la edición japonesa de Neon Nights.
1. Begin to Spin Me Around (Radio Edit)
2. Don't Wanna Lose This Groove (Radio Edit)

Todo material adicional a aparecer en la edición regular del Neon Nights.
1. Who Do You Love Now? (Vídeo)
2. Put the Needle on It (Vídeo)
3. I Begin to Wonder (Vídeo)
4. Galería de fotos

## Edición de lujo (2007)

### Disco uno
1. Put The Needle On It
2. Creep
3. I Begin To Wonder
4. Hey! (So What)
5. For The Record
6. Mighty Fine
7. On The Loop
8. Push
9. Mystified
10. A Piece Of Time
11. Who Do You Love Now?
12. Come and Get It
13. Nervous
14. Just Can't Give You Up
15. Hide and Seek
16. Don't Wanna Lose This Groove
17. (Est-ce Que) Tu M'aimes Encore
18. Goodbye Song
19. It Won't Work Out (versión acústica) [Bonus]

### Disco dos
1. "Don't Wanna Lose This Groove" (versión extendida) (Dannii Minogue vs Madonna)
2. "Comenzar a Spin Me Round" (versión extendida) (Dannii Minogue vs Dead or Alive)
3. "¿Quién es su amor ahora?" (Riva Bora Bora Club Mix) *
4. "Pon la aguja en él" (Jason Nevins Freak Club Creación Mix) *
5. "Hide and Seek" (Thriller original Jill Extended Mix) *
6. "Come and Get It" (Jerome Isma-Ae Remix) *
7. "Pon la aguja en él" (cookies de Tiga Dub)
8. "Creep" (Jon Dixon club mix) *
9. "Comienzo a preguntarme" (mezcla Club Todopoderoso Transensual) *
10. "Pon la aguja en él" (Cicada mezcla vocal)
11. "Come and Get It" (Remix Sharam Jey) *
12. "Don't Wanna Lose This Feeling" (Jupiter Ace alanceado través de la mezcla del Corazón)

## Lado B
1. "Nervous" - 4:21 ("I Begin To Wonder")
2. "Hide and Seek" - 3:05 ("I Begin To Wonder")
3. "Goodbye Song" - 3:12 ("Don't Wanna Lose This Feeling")

## Samples
varias muestras fueron incluidos en el disco:
1. "Mighty Fine" contiene una muestra de Thighs High de Tom Browne
2. "Push" contiene una muestra de White Horse, interpretada por Laid Back
3. "Begin to Spin Me Around" es un Mashup entre la canción de Minogue "I Begin To Wonder" y You Spin Me Round (Like a Record).
4. "Don't Wanna Lose This Groove" es otra Mashup entre la canción de Minogue "Don't Wanna Lose This Feeling" y la canción de Madonna "Into the Groove".

## Créditos
- Voz y Voz de apoyo: Danni Minogue
- Coro: Bruno Alexandre, francés Debbie, Khari James, Ian Masterson, Anna Nordell, Karen Poole, Terry Ronald, Mitch Stevens
- Guitarra: Mattias Johansson, James, Camille Troillard Nisbett
- Bajo: Camille Troillard
- Teclados: Matthieu Joly, Camille Troillard
- Tambores: Matthieu Joly
- Mezcla: Colin Etienne, Flyckt Niklas, Pete 'Boxsta' Martín, Moraes Heff, Tim Speight
- Programación: Ian Masterson
- Ingeniero: Cang Gil, Ian Masterson
- Fotografía: Matthew Donaldson

- Datos: Q1931535